# Ancylocera cardinalis
Ancylocera cardinalis là một loài bọ cánh cứng trong họ Cerambycidae.